# Corbeny
Corbeny település Franciaországban, Aisne megyében. Lakosainak száma 849 fő (2022. január 1.). Corbeny Aizelles, Aubigny-en-Laonnois, Berrieux, Bouconville-Vauclair, Craonne, Juvincourt-et-Damary, Sainte-Croix és La Ville-aux-Bois-lès-Pontavert községekkel határos.

## Népesség
A település népességének változása:
| Lakosok száma | 517  | 578  | 591  | 693  | 750  | 734  | 801  | 841  | 842  | 849  |
|               | 1968 | 1982 | 1990 | 2006 | 2013 | 2015 | 2017 | 2019 | 2020 | 2022 |